# Episodi di Workaholics (terza stagione)
La terza stagione della serie televisiva Workaholics, composta da 20 episodi, è stata trasmessa negli Stati Uniti, da Comedy Central, dal 29 maggio 2012 al 30 marzo 2013.
In Italia è stata trasmessa su Comedy Central dal 28 novembre al 26 dicembre 2023.
| n° | Titolo originale           | Titolo italiano               | Prima TV USA     | Prima TV Italia  |
| -- | -------------------------- | ----------------------------- | ---------------- | ---------------- |
| 1  | The Business Trip          | Viaggio d'affari              | 29 maggio 2012   | 28 novembre 2023 |
| 2  | True Dromance              | Amicizia in fumo              | 5 giugno 2012    | 28 novembre 2023 |
| 3  | Fat Cuz                    | Big Fat                       | 12 giugno 2012   | 30 novembre 2023 |
| 4  | To Kill a Chupacabraj      | La verità, tutta la verità... | 19 giugno 2012   | 1º dicembre 2023 |
| 5  | Good Mourning              | Buon lutto!                   | 26 giugno 2012   | 5 dicembre 2023  |
| 6  | The Meat Jerking Beef Boys | Bugie e carne secca           | 3 luglio 2012    | 6 dicembre 2023  |
| 7  | The Lord's Force           | I signori della forza         | 10 luglio 2012   | 7 dicembre 2023  |
| 8  | Real Time                  | Corsa contro il tempo         | 17 luglio 2012   | 8 dicembre 2023  |
| 9  | Ders Comes in Handy        | Giochi di mano                | 24 luglio 2012   | 11 dicembre 2023 |
| 10 | Flashback in the Day       | Flashback del giorno          | 31 luglio 2012   | 12 dicembre 2023 |
| 11 | Booger Nights              | Divertenti per sfida          | 16 gennaio 2013  | 13 dicembre 2023 |
| 12 | A TelAmerican Horror Story | Dottor Telamericorp           | 23 gennaio 2013  | 14 dicembre 2023 |
| 13 | Alice Quits                | Alice se ne va                | 30 gennaio 2013  | 15 dicembre 2023 |
| 14 | Fourth and Inches          | Ritorno al liceo              | 6 febbraio 2013  | 18 dicembre 2023 |
| 15 | Webcam Girl                | Ragazze in chat               | 13 febbraio 2013 | 19 dicembre 2023 |
| 16 | High Art                   | La grande arte                | 20 febbraio 2013 | 20 dicembre 2023 |
| 17 | The Worst Generation       | La generazione peggiore       | 27 febbraio 2013 | 21 dicembre 2023 |
| 18 | Hungry Like the Wolf Dog   | Affamati come il cane lupo    | 6 marzo 2013     | 22 dicembre 2023 |
| 19 | In Line                    | La fila                       | 13 marzo 2013    | 25 dicembre 2023 |
| 20 | The Future Is Gnar         | L'ufficio di domani           | 20 marzo 2013    | 26 dicembre 2023 |